# 大炊御門信経
大炊御門 信経（おおいのみかど のぶつね）は、南北朝時代から室町時代前期にかけての公卿。名は経嗣とも。官位は従一位・権大納言。

## 経歴
文和4年（1355年）、権大納言・大炊御門家信の子として誕生。
応永5年（1398年）1月5日、叙従三位。応永32年（1425年）6月28日、出家（尊卑分脈では出家日は27日）。法名は祐正。